# Bahrains Grand Prix 2013
Bahrains Grand Prix 2013, officiellt 2013 Formula 1 Gulf Air Bahrain Grand Prix, var en Formel 1-tävling som hölls den 21 april 2013 på Bahrain International Circuit i Bahrain. Det var den fjärde tävlingen av Formel 1-säsongen 2013 och kördes över 57 varv. Vinnare av loppet blev Sebastian Vettel för Red Bull, tvåa blev Kimi Räikkönen för Lotus och trea blev Romain Grosjean, även han för Lotus.

## Kvalet
| KR. | Nr | Förare              | Konstruktör          | Q1       | Q2       | Q3        | Grid |
| --- | -- | ------------------- | -------------------- | -------- | -------- | --------- | ---- |
| 1   | 9  | Nico Rosberg        | Mercedes             | 1.33,364 | 1.32,867 | 1.32,330  | 1    |
| 2   | 1  | Sebastian Vettel    | Red Bull-Renault     | 1.33,327 | 1.32,746 | 1.32,584  | 2    |
| 3   | 3  | Fernando Alonso     | Ferrari              | 1.32,878 | 1.33,316 | 1.32,667  | 3    |
| 4   | 10 | Lewis Hamilton      | Mercedes             | 1.33,498 | 1.33,346 | 1.32,762  | 91   |
| 5   | 2  | Mark Webber         | Red Bull-Renault     | 1.33,966 | 1.33,098 | 1.33,078  | 72   |
| 6   | 4  | Felipe Massa        | Ferrari              | 1.33,780 | 1.33,358 | 1.33,207  | 4    |
| 7   | 14 | Paul di Resta       | Force India-Mercedes | 1.33,762 | 1.33,335 | 1.33,235  | 5    |
| 8   | 15 | Adrian Sutil        | Force India-Mercedes | 1.34,048 | 1.33,378 | 1.33,246  | 6    |
| 9   | 7  | Kimi Räikkönen      | Lotus-Renault        | 1.33,827 | 1.33,146 | 1.33,327  | 8    |
| 10  | 5  | Jenson Button       | McLaren-Mercedes     | 1.34,071 | 1.33,702 | Ingen tid | 10   |
| 11  | 8  | Romain Grosjean     | Lotus-Renault        | 1.33,498 | 1.33,762 |           | 11   |
| 12  | 6  | Sergio Pérez        | McLaren-Mercedes     | 1.34,310 | 1.33,914 |           | 12   |
| 13  | 19 | Daniel Ricciardo    | Toro Rosso-Ferrari   | 1.34,120 | 1.33,974 |           | 13   |
| 14  | 11 | Nico Hülkenberg     | Sauber-Ferrari       | 1.34,409 | 1.33,976 |           | 14   |
| 15  | 17 | Valtteri Bottas     | Williams-Renault     | 1.34,425 | 1.34,105 |           | 15   |
| 16  | 18 | Jean-Éric Vergne    | Toro Rosso-Ferrari   | 1.34,314 | 1.34,284 |           | 16   |
| 17  | 16 | Pastor Maldonado    | Williams-Renault     | 1.34,425 |          |           | 17   |
| 18  | 12 | Esteban Gutiérrez   | Sauber-Ferrari       | 1.34,730 |          |           | 223  |
| 19  | 20 | Charles Pic         | Caterham-Renault     | 1.35,283 |          |           | 18   |
| 20  | 22 | Jules Bianchi       | Marussia-Cosworth    | 1.36,178 |          |           | 19   |
| 21  | 21 | Giedo van der Garde | Caterham-Renault     | 1.36,304 |          |           | 20   |
| 22  | 23 | Max Chilton         | Marussia-Cosworth    | 1.36,476 |          |           | 21   |

| Vidare från första kvalrundan ▬▬ Vidare från andra kvalrundan ▬▬ |

Noteringar:
- ^1  — Lewis Hamilton fick fem platsers nedflyttning efter ett otillåtet växellådsbyte.[1]
- ^2  — Mark Webber fick tre platsers nedflyttning för att ha orsakat en kollision med Jean-Éric Vergne under den föregående tävlingen.[2]
- ^3  — Esteban Gutiérrez fick tre platsers nedflyttning för att ha orsakat en kollision med Adrian Sutil under den föregående tävlingen.[3]

## Loppet
| Pos. | Nr | Förare              | Konstruktör          | Varv | Tid              | Grid | P  |
| ---- | -- | ------------------- | -------------------- | ---- | ---------------- | ---- | -- |
| 1    | 1  | Sebastian Vettel    | Red Bull-Renault     | 57   | 1:36.00,498      | 2    | 25 |
| 2    | 7  | Kimi Räikkönen      | Lotus-Renault        | 57   | +9,111           | 8    | 18 |
| 3    | 8  | Romain Grosjean     | Lotus-Renault        | 57   | +19,507          | 11   | 15 |
| 4    | 14 | Paul di Resta       | Force India-Mercedes | 57   | +21,727          | 5    | 12 |
| 5    | 10 | Lewis Hamilton      | Mercedes             | 57   | +35,230          | 9    | 10 |
| 6    | 6  | Sergio Pérez        | McLaren-Mercedes     | 57   | +35,998          | 12   | 8  |
| 7    | 2  | Mark Webber         | Red Bull-Renault     | 57   | +37,244          | 7    | 6  |
| 8    | 3  | Fernando Alonso     | Ferrari              | 57   | +37,574          | 3    | 4  |
| 9    | 9  | Nico Rosberg        | Mercedes             | 57   | +41,126          | 1    | 2  |
| 10   | 5  | Jenson Button       | McLaren-Mercedes     | 57   | +46,631          | 10   | 1  |
| 11   | 16 | Pastor Maldonado    | Williams-Renault     | 57   | +1.06,450        | 17   |    |
| 12   | 11 | Nico Hülkenberg     | Sauber-Ferrari       | 57   | +1.12,933        | 14   |    |
| 13   | 15 | Adrian Sutil        | Force India-Mercedes | 57   | +1.16,719        | 6    |    |
| 14   | 17 | Valtteri Bottas     | Williams-Renault     | 57   | +1.21,511        | 15   |    |
| 15   | 4  | Felipe Massa        | Ferrari              | 57   | +1.26,364        | 4    |    |
| 16   | 19 | Daniel Ricciardo    | Toro Rosso-Ferrari   | 56   | +1 varv          | 13   |    |
| 17   | 20 | Charles Pic         | Caterham-Renault     | 56   | +1 varv          | 18   |    |
| 18   | 12 | Esteban Gutiérrez   | Sauber-Ferrari       | 56   | +1 varv          | 22   |    |
| 19   | 22 | Jules Bianchi       | Marussia-Cosworth    | 56   | +1 varv          | 19   |    |
| 20   | 23 | Max Chilton         | Marussia-Cosworth    | 56   | +1 varv          | 21   |    |
| 21   | 21 | Giedo van der Garde | Caterham-Renault     | 55   | +2 varv          | 20   |    |
| Ret  | 18 | Jean-Éric Vergne    | Toro Rosso-Ferrari   | 16   | Punkteringsskada | 16   |    |

| Förare och stall som tog poäng ▬▬ |

## Ställning efter loppet
|     | Pos. | Förare           | Poäng |
| --- | ---- | ---------------- | ----- |
| ▬   | 1    | Sebastian Vettel | 77    |
| ▬   | 2    | Kimi Räikkönen   | 67    |
| ▲ 1 | 3    | Lewis Hamilton   | 50    |
| ▼ 1 | 4    | Fernando Alonso  | 47    |
| ▲ 1 | 5    | Mark Webber      | 32    |

|     | Pos. | Konstruktör          | Poäng |
| --- | ---- | -------------------- | ----- |
| ▬   | 1    | Red Bull-Renault     | 109   |
| ▲ 1 | 2    | Lotus-Renault        | 93    |
| ▼ 1 | 3    | Ferrari              | 77    |
| ▬   | 4    | Mercedes             | 64    |
| ▲ 1 | 5    | Force India-Mercedes | 26    |

- Notering: Endast de fem bästa placeringarna i vardera mästerskap finns med på listorna.